# Polder van H.H. Veenstra
De Polder van H.H. Veenstra is een voormalig waterschap in de Nederlandse provincie Groningen.
Van dit poldertje is weinig meer bekend dan dat er een bemalingsvergunning door Gedeputeerde Staten is afgegeven en dat het tussen de kunstweg door Lucaswolde en het Oude Dwarsdiep lag.
Vermoedelijk is het opgegaan in het waterschap Wemerpolder. Waterstaatkundig gezien ligt het gebied sinds 1995 binnen dat van het waterschap Noorderzijlvest.